# Zewditu Aderaw
Zewditu Aderaw (29 marzo 1996) è una mezzofondista etiope.

## Palmarès
| Anno | Manifestazione     | Sede  | Evento         | Risultato | Prestazione | Note |
| ---- | ------------------ | ----- | -------------- | --------- | ----------- | ---- |
| 2024 | Giochi Panafricani | Accra | Mezza maratona | Argento   | 1h14'40"    |      |

## Campionati nazionali
2011
- 11ª ai campionati etiopi, 1500 m piani - 4'38"76

2013
- Argento ai campionati etiopi juniores, 3000 m piani - 9'19"62

2021
- 6ª ai campionati etiopi, 10000 m piani - 33'48"7

## Altre competizioni internazionali
2022
- 5ª alla Mezza maratona di Buenos Aires ( Buenos Aires) - 1h08'03"
- Bronzo alla Mezza maratona di Cardiff ( Cardiff) - 1h09'16"

2023
- 15ª alla Mezza maratona di Copenaghen ( Copenaghen) - 1h09'41"
- Oro alla Mezza maratona di Madrid ( Madrid) - 1h07'38"
- Argento alla Mezza maratona di Yangzhou ( Yangzhou) - 1h09'59"

2024
- Bronzo alla Mezza maratona di Istanbul ( Istanbul) - 1h08'17"